# Rheinstraße 300
Die Villa Rheinstraße 300 ist ein Bauwerk in Darmstadt.

## Geschichte und Beschreibung
Das Landhaus in der Siedlung Tann wurde im Jahre 1911 nach Plänen des Architekten Peter Müller erbaut.
Bemerkenswerte Details der imposanten zweigeschossigen Villa sind das biberschwanzgedeckte Satteldach, das ebenso gedeckte Zeltdach der Dachgaube, der holzverschindelte Giebel, die dekorierten Fensterbrüstungen, die Fensterläden und der Sockel aus grob behauenem Naturstein.

## Denkmalschutz
Die Villa markiert das Entrée zur Siedlung Tann.
Aus architektonischen und stadtgeschichtlichen Gründen gilt die Villa als Kulturdenkmal.